# Turn-Weltmeisterschaften 2017
Die 47. Turn-Weltmeisterschaften fanden vom 2. bis zum 8. Oktober 2017 in Montreal in Kanada statt.
Der Austragungsort war das Olympiastadion von 1976.

## Wettkampf-Programm
| Datum           | Zeit  | Disziplin                            |
| --------------- | ----- | ------------------------------------ |
| 2. Oktober 2017 | 09:30 | Qualifikation Männer (Subdivision 1) |
| 2. Oktober 2017 | 14:00 | Qualifikation Männer (Subdivision 2) |
| 2. Oktober 2017 | 18:00 | Qualifikation Männer (Subdivision 3) |
| 3. Oktober 2017 | 09:30 | Qualifikation Männer (Subdivision 4) |
| 3. Oktober 2017 | 16:00 | Qualifikation Frauen (Subdivision 1) |
| 3. Oktober 2017 | 19:00 | Qualifikation Frauen (Subdivision 2) |
| 4. Oktober 2017 | 13:00 | Qualifikation Frauen (Subdivision 3) |
| 4. Oktober 2017 | 16:00 | Qualifikation Frauen (Subdivision 4) |
| 4. Oktober 2017 | 19:00 | Qualifikation Frauen (Subdivision 5) |
| 5. Oktober 2017 | 19:00 | Mehrkampf-Finale Männer              |
| 6. Oktober 2017 | 19:00 | Mehrkampf-Finale Frauen              |
| 7. Oktober 2017 | 13:00 | Gerätefinals Tag 1                   |
| 8. Oktober 2017 | 13:00 | Gerätefinals Tag 2                   |

## Medaillen

### Medaillenspiegel
| Platz  | Land                   | Gold | Silber | Bronze | Gesamt |
| ------ | ---------------------- | ---- | ------ | ------ | ------ |
| 1      | Volksrepublik China    | 3    | 1      | 2      | 6      |
| 2      | Japan                  | 3    | 0      | 1      | 4      |
| 3      | Russland               | 1    | 3      | 2      | 6      |
| 4      | Vereinigte Staaten     | 1    | 3      | 1      | 5      |
| 5      | Deutschland            | 1    | 0      | 1      | 2      |
|        | Vereinigtes Königreich | 1    | 0      | 1      | 2      |
| 7      | Griechenland           | 1    | 0      | 0      | 1      |
|        | Kroatien               | 1    | 0      | 0      | 1      |
| 9      | Ukraine                | 0    | 2      | 0      | 2      |
| 10     | Niederlande            | 0    | 1      | 1      | 2      |
| 11     | Israel                 | 0    | 1      | 0      | 1      |
|        | Kanada                 | 0    | 1      | 0      | 1      |
| 13     | Belgien                | 0    | 0      | 1      | 1      |
|        | Schweiz                | 0    | 0      | 1      | 1      |
|        | Südkorea               | 0    | 0      | 1      | 1      |
| Gesamt | Gesamt                 | 12   | 12     | 12     | 36     |

### Medaillengewinner
| Disziplin       | Gold                   | Silber          | Bronze             |
| --------------- | ---------------------- | --------------- | ------------------ |
| Männer          |                        |                 |                    |
| Einzelmehrkampf | Xiao Ruoteng           | Lin Chaopan     | Kenzō Shirai       |
| Bodenturnen     | Kenzō Shirai           | Artem Dolgopyat | Yul Moldauer       |
| Seitpferd       | Max Whitlock           | Dawid Beljawski | Xiao Ruoteng       |
| Ringe           | Eleftherios Petrounias | Denis Abljasin  | Liu Yang           |
| Sprung          | Kenzō Shirai           | Ihor Radiwilow  | Kim Han-sol        |
| Barren          | Zou Jingyuan           | Oleh Wernjajew  | Dawid Beljawski    |
| Reck            | Tin Srbić              | Epke Zonderland | Bart Deurloo       |
| Frauen          |                        |                 |                    |
| Einzelmehrkampf | Morgan Hurd            | Ellie Black     | Jelena Jeremina    |
| Sprung          | Marija Passeka         | Jade Carey      | Giulia Steingruber |
| Stufenbarren    | Fan Yilin              | Jelena Jeremina | Nina Derwael       |
| Schwebebalken   | Pauline Schäfer        | Morgan Hurd     | Tabea Alt          |
| Bodenturnen     | Mai Murakami           | Jade Carey      | Claudia Fragapane  |

## Detaillierte Ergebnisse

### Mehrkampf Einzel

#### Frauen
| Rang | Athletin                    | Sprung | Stufenbarren | Balken | Boden  | Gesamt |
| ---- | --------------------------- | ------ | ------------ | ------ | ------ | ------ |
|      | Morgan Hurd                 | 14.533 | 14.300       | 12.666 | 13.733 | 55.232 |
|      | Ellie Black                 | 14.600 | 14.233       | 12.866 | 13.433 | 55.132 |
|      | Jelena Jeremina             | 13.833 | 14.200       | 13.133 | 13.600 | 54.799 |
| 4    | Mai Murakami                | 14.666 | 13.800       | 12.000 | 14.233 | 54.699 |
| 5    | Mélanie de Jesus dos Santos | 14.466 | 14.000       | 12.433 | 13.233 | 54.132 |
| 6    | Aiko Sugihara               | 14.033 | 15.533       | 12.566 | 13.833 | 53.965 |
| 7    | Giulia Steingruber          | 14.700 | 12.933       | 12.400 | 13.633 | 53.666 |
| 8    | Nina Derwael                | 13.533 | 14.966       | 11.633 | 13.366 | 53.498 |

#### Männer
| Rang | Athlet           | Boden  | Pferd  | Ringe  | Sprung | Barren | Reck   | Gesamt |
| ---- | ---------------- | ------ | ------ | ------ | ------ | ------ | ------ | ------ |
|      | Xiao Ruoteng     | 14.433 | 14.800 | 13.800 | 14.900 | 14.600 | 14.400 | 86.933 |
|      | Lin Chaopan      | 14.516 | 14.266 | 13.666 | 14.900 | 14.800 | 14.300 | 86.448 |
|      | Kenzō Shirai     | 15.733 | 13.433 | 13.666 | 15.000 | 14.633 | 13.966 | 86.431 |
| 4    | Dawid Beljawski  | 14.066 | 14.900 | 14.100 | 14.783 | 15.266 | 13.200 | 86.315 |
| 5    | Manrique Larduet | 13.933 | 13.733 | 14.133 | 14.966 | 14.933 | 14.333 | 86.031 |
| 6    | Nile Wilson      | 14.333 | 13.666 | 14.300 | 14.100 | 14.500 | 14.433 | 85.332 |
| 7    | Yul Moldauer     | 14.566 | 14.000 | 14.066 | 14.500 | 14.533 | 13.333 | 84.998 |
| 8    | Oleh Wernjajew   | 13.766 | 13.333 | 14.566 | 14.833 | 14.966 | 12.533 | 83.997 |

#### Gerätefinals Frauen
| Rang | Athletin           | Punkte |
| ---- | ------------------ | ------ |
|      | Marija Passeka     | 14.850 |
|      | Jade Carey         | 14.766 |
|      | Giulia Steingruber | 14.466 |
| 4    | Ellie Black        | 14.416 |
| 5    | Oksana Chusovitina | 14.366 |
| 5    | Wang Yan           | 14.350 |
| 7    | Shallon Olsen      | 14.233 |
| 7    | Sae Miyakawa       | 13.800 |

| Rang | Athletin              | Punkte |
| ---- | --------------------- | ------ |
|      | Fan Yilin             | 15.166 |
|      | Jelena Jeremina       | 15.100 |
|      | Nina Derwael          | 15.033 |
| 4    | Anastasija Ilijankowa | 14.900 |
| 5    | Elisabeth Seitz       | 14.766 |
| 6    | Diana Warinska        | 14.583 |
| 7    | Luo Huan              | 14.566 |
| 8    | Ashton Locklear       | 12.766 |

| Rang | Athletin        | Punkte |
| ---- | --------------- | ------ |
|      | Pauline Schäfer | 13.533 |
|      | Morgan Hurd     | 13.400 |
|      | Tabea Alt       | 13.300 |
| 4    | Mai Murakami    | 13.066 |
| 5    | Jelena Jeremina | 12.966 |
| 6    | Asuka Teramoto  | 12.966 |
| 7    | Liu Tingting    | 12.766 |
| 8    | Ellie Black     | 12.400 |

| Rang | Athletin          | Punkte |
| ---- | ----------------- | ------ |
|      | Mai Murakami      | 14.233 |
|      | Jade Carey        | 14.200 |
|      | Claudia Fragapane | 13.933 |
| 4    | Thais Santos      | 13.666 |
| 5    | Brooklyn Moors    | 13.650 |
| 6    | Lara Mori         | 13.266 |
| 7    | Ellie Black       | 12.900 |
| 8    | Vanessa Ferrari   | 03.933 |

#### Gerätefinals Männer
| Rang | Athlet              | Punkte |
| ---- | ------------------- | ------ |
|      | Kenzō Shirai        | 15.633 |
|      | Artem Dolgopyat     | 14.533 |
|      | Yul Moldauer        | 14.500 |
| 4    | Bram Verhofstad     | 14.333 |
| 5    | Tomás González      | 14.266 |
| 6    | Donnell Whittenburg | 14.166 |
| 7    | Manrique Larduet    | 14.100 |
| 8    | Kim Han-sol         | 14.100 |
| 9    | Milad Karimi        | 13.266 |

| Rang | Athlet             | Punkte |
| ---- | ------------------ | ------ |
|      | Max Whitlock       | 15.441 |
|      | Dawid Beljawski    | 15.100 |
|      | Xiao Ruoteng       | 15.066 |
| 4    | Alexander Naddour  | 14.750 |
| 5    | Harutjun Merdinjan | 14.700 |
| 6    | Weng Hao           | 14.500 |
| 7    | Oleh Wernjajew     | 13.700 |
| 8    | Sašo Bertoncelj    | 12.966 |

| Rang | Athlet                 | Punkte |
| ---- | ---------------------- | ------ |
|      | Eleftherios Petrounias | 15.433 |
|      | Denis Abljasin         | 15.333 |
|      | Liu Yang               | 15.266 |
| 4    | Samir Aït Saïd         | 15.258 |
| 5    | Ibrahim Çolak          | 15.066 |
| 6    | Ihor Radiwilow         | 14.933 |
| 6    | Arthur Zanetti         | 14.900 |
| 8    | Courtney Tulloch       | 14.533 |

| Rang | Athlet            | Punkte |
| ---- | ----------------- | ------ |
|      | Kenzō Shirai      | 14.900 |
|      | Ihor Radiwilow    | 14.899 |
|      | Kim Han-sol       | 14.766 |
| 4    | Marian Drâgulescu | 14.716 |
| 5    | Jorge Vega        | 14.704 |
| 6    | Keisuke Asato     | 14.349 |
| 7    | Zachari Hrimèche  | 14.083 |
| 8    | Artur Dalalojan   | 13.966 |

| Rang | Athlet           | Punkte |
| ---- | ---------------- | ------ |
|      | Zou Jingyuan     | 15.900 |
|      | Oleh Wernjajew   | 15.833 |
|      | Dawid Beljawski  | 15.266 |
| 4    | Manrique Larduet | 15.166 |
| 5    | Lin Chaopan      | 15.133 |
| 6    | Pablo Brägger    | 14.733 |
| 7    | Marcel Nguyen    | 14.700 |
| 8    | Ferhat Arıcan    | 14.100 |

| Rang | Athlet           | Punkte |
| ---- | ---------------- | ------ |
|      | Tin Srbić        | 14.433 |
|      | Epke Zonderland  | 14.233 |
|      | Bart Deurloo     | 14.200 |
| 4    | Pablo Brägger    | 13.733 |
| 5    | Hidetaka Miyachi | 13.733 |
| 6    | Dawid Beljawski  | 13.533 |
| 7    | Randy Leru       | 13.100 |
| 8    | Oliver Hegi      | 12.733 |